# 不幸な神
『不幸な神』（ふこうなかみ）は、2006年4月28日にBLACKRAINBOWから発売された“幼馴染寝取られ”アドベンチャーゲーム。

## あらすじ
主人公・及川保は、父や妹と共に小さな田舎町で暮らす平凡な学生。ある日、彼は「御白様」と呼ばれる神様と出会い、「神様を交代する」という約束をする。それによって彼は「他人の願いを叶える力」を手に入れるが、その力のために彼自身は不幸のどん底へと落とされることになる。

## 登場人物
及川 保（おいかわ たもつ）
この作品の主人公。御白様と出会い、他人の願いを叶える力を得る。
駒形 里美（こまがた さとみ）
声：青山ゆかり
保の幼馴染。
及川 梨奈（おいかわ りな）
声：草柳順子
保の妹。
倉田 加奈子（くらた かなこ）
声：飯田空
及川家が営む診療所に勤める看護士。
及川 大助（おいかわ だいすけ）
声：古畑信
保の父。診療所を営む医者。
大宮 弘道（おおみや ひろみち）
声：空野太陽
保の同級生。
御白様（おしろさま）
声：北都南
神と呼ばれる、白き髪の少女。

## スタッフ
- 原画 - 皇裕介
- シナリオ - NATORI烏賊
- 音楽 - 武礼堂